# Pınarbaşı, Edremit
Pınarbaşı là một xã thuộc huyện Edremit, tỉnh Balıkesir, Thổ Nhĩ Kỳ. Dân số thời điểm năm 2010 là 130 người.